# Гіта Ілангован
Гіта Ілангован — індійська журналістка, письменниця та режисерка короткометражних і документальних фільмів, які висвітлюють соціальні та гендерні проблеми.

## Освіта
Ілангован подала заявку на іспит Індійської інформаційної служби, що проводився UPSC для аспірантів-журналістів, і в 1998 році отримала загальноіндійський рейтинг 2.

## Кар'єра

### Кінокар'єра
Її перший короткометражний фільм "Маленький простір" здобув нагороду SCARF. Він став 2-м найкращим документальним фільмом на Міжнародному фестивалі жіночого кіно в Ченнаї. 2018 року вона зняла три розмовні фільми для дітей про кастову дискримінацію, в тому числі про "вбивство честі".

### Письменницька кар'єра
Ілангован пише переважно нон-фікшн, а її стаття про жінок-лідерів панчаятів, опублікована в тамільському журналі Aval Vikatan, отримала премію Сароджині Найду та грошову винагороду в розмірі 2 тис. рупій за найкращий репортаж про жінок у панчаятських раджах (від організації "Голодний проєкт — Індія") у 2005 р. Її есеї були опубліковані під назвою "Dupatta Podunga Thozhi" видавництвом "Her stories Publication".